# Топорнин, Борис Николаевич
Бори́с Никола́евич Топорни́н (29 декабря 1929, Москва — 5 июля 2005, Бонн, Германия) — советский и российский правовед, специалист в области конституционного права и государствоведения, общественный деятель. Доктор юридических наук (1965), профессор (1966), академик РАН (1991). Заслуженный юрист Российской Федерации (1994). Один из авторов и главный редактор Юридической энциклопедии (2001).

## Биография
Родился 29 декабря 1929 года в Москве. По окончании МГИМО (1952) — на работе в Институте права (государства и права) АН СССР/РАН, где он проработал до конца жизни. Последовательно был аспирантом, младшим и старшим научным сотрудником, учёным секретарём, заведующим сектором, заместителем директора, с 1989 года по март 2004 года — директором Института. С 2004 года — научный руководитель института.
Кандидат юридических наук (1955), доктор юридических наук (1965, диссертация «Возникновение и развитие политической системы Чехословацкой Социалистической Республики (1945—1965 гг.)»), профессор (1966). 23 декабря 1987 года был избран членом-корреспондентом АН СССР по Отделению философии и права (право). 7 декабря 1991 года его избрали действительным членом РАН по Секции гуманитарных и общественных наук (советское государство и право).
В 1962—1967 годах — заместитель Главного учёного секретаря Президиума АН СССР, а в 1987—1989 годах — заместитель академика-секретаря Отделения философии и права АН СССР. С 1992 по 2004 год — академик-секретарь Отделения философии, социологии, психологии и права РАН.
Член Конституционного совещания (1993), один из авторов Конституции России. Входил также в состав Научных советов при Совете Безопасности Российской Федерации и при Министерстве иностранных дел РФ, Комиссии по координации законодательной деятельности, Комиссии при Президенте РФ по правовой реформе в субъектах РФ, Совета при Президенте РФ по вопросам совершенствования правосудия, Комиссии по подготовке Конституционного акта Союзного государства России и Белоруссии.
В 1980—1989 годах — председатель Федерации футбола СССР. Избирался президентом Российской ассоциации содействия Совету Европы, Международной ассоциации евро-атлантического сотрудничества, Общества «Россия — Польша». Основатель и первый ректор Академического правового института (1993—2005).
Скончался 5 июля 2005 года. Похоронен на Троекуровском кладбище (7-й участок) в Москве.

## Семья
Был женат, в семье 2 сына:
Сын Константин (род. 1956), выпускник физического факультета МГУ, кандидат технических наук (ГЕОХИ им.В.И.Вернадского РАН) .
Сын Николай (род. 1963), к.ю.н, доцент кафедры европейского права МГИМО, кандидат в депутаты Государственной думы РФ VII созыва.

## Основные работы
- Политическая система социализма. М., 1972;
- Советская политическая система. М., 1975;
- Европейские сообщества: Право и институты. М., 1994;
- Европейское право. М., 2001.

## Награды
- Орден Почёта (1999) — за большой вклад в развитие отечественной науки, подготовку высококвалифицированных кадров и в связи с 275-летием Российской академии наук[4]